# Кримський (парк)
Па́рк «Кри́мський» — парк в Дарницькому районі міста Києва, в місцевості Нова Дарниця. Розташований між вулицями Ісмаїла Гаспринського, Севастопольською, Геннадія Афанасьєва та Ялтинською.  
До грудня 2024 року мав назву Парк імені екіпажу бронепоїзда „Таращанець“, нині Парк "Кримський".

## Історія
Парк створений у 1963 році. Свою назву отримав на честь радянського бронепоїзда Таращанець, який у серпні 1919 року обороняв від денікінців Дарницький залізничний вузол[джерело?]. 

Пам'ятник екіпажу бронепоїзда «Таращанець». (демонтований)

1974 року в центрі парку відкритий пам'ятник екіпажу бронепоїзда «Таращанець», який у серпні 1919 року обороняв від денікінців Дарницький залізничний вузол (пам'ятка монументального мистецтва національного значення). Пам'ятник був зроблений із граніту та бронзи, заввишки 3,7 м (скульптор В. І. Зноба, архітектор Є. О. Пильник). Від пам'ятника радіально розходились алеї з лавками, а по периметру парку були вимощені доріжки.
В серпні 2015 року відбувся капітальний ремонт парку: оновлено пішохідні доріжки, встановлено нові лави та урни для сміття, завезено землю та висаджено нові кущі.
16 грудня 2023 року пам'ятник було демонтовано в рамках декомунізації і перевезено на зберігання в музей-майстерню Зноби-Голембієвських.

## Перейменування
У квітні 2023 року у застосунку «Київ Цифровий» відбулось опитування щодо зміни назви парку. За підсумками опитування перемогу здобула назва Таврійський (39 %), далі Кримський (29 %) та Хайтарма (20 %). Усі назви покликані доповнити ряд топонімів довкола парку. А саме вулиці на честь міст Криму: Севастопольську, Сімферопольську, Ялтинську та на честь діячів пов'язаних з історією півострова: Ісмаїла Гаспринського та Геннадія Афанасьєва.
Втім, попри результати голосування, 12 грудня 2024 року Київська міська рада перейменувала парк «Таращанець» на парк «Кримський» на честь півострова Крим, що входить до складу України.

## Флора
У складі насаджень парку переважно представлені дерева та чагарники декоративно-листяних порід (96 % — листяні породи, 4 % — хвойні). Загальна кількість дерев — 618, чагарників — 350. У 2010 році тут були висаджені нові дерева.